# Kalaj-telurid
Kalaj-telurid je jedinjenje kalaja i telura (SnTe). Ovo jedinjenje je semi-metal. Ono se često javlja sa olovom u telurid legurama, koje se koriste kao infracrveni detektorski materiali.

## Upotreba
Kalaj-telurid je našao primenu u olovo-kalaj-telurid laserima. Ovi laseri se mogu podesiti da emituju unutar željenog srednjeg ili dalekog infracrvenog opsega.

## Literatura
1. ↑  Lide David R., ур. (2006). CRC Handbook of Chemistry and Physics (87th изд.). Boca Raton, FL: CRC Press.  978-0-8493-0487-3.
2. Beattie, A. G. (1969). „Temperature Dependence of the Elastic Constants of Tin Telluride”. J. Appl. Phys. 40: 4818—4821. doi:10.1063/1.1657295.
3. ↑  G. M. Gaiduchok, D. M. Freik, V. V. Voitkiv, I. I. Brodin and Ya. V. Solonichnyi (1972). „Some features of the electrical properties of thin films of tin telluride”. Russian Physics Journal. Springer. 15 (6): 900—902. doi:10.1007/BF00912238. ISSN 1064-8887.
4. ↑  Shani, Y.; Rosman, R.; Katzir, A. (1984). „Calculation of the refractive index of lead-tin-telluride for infrared devices”. IEEE Journal of Quantum Electronics. QE-20: 1110—1114. doi:10.1109/JQE.1984.1072284.

## Spoljašnje veze
- Veb-elementi